# 下柘植インターチェンジ
下柘植インターチェンジ（しもつげインターチェンジ）は、三重県伊賀市下柘植にある名阪国道のインターチェンジである。

## 概要
インターチェンジ構造はダイヤモンド型である。
インターチェンジ名となっている下柘植は、隣のインターチェンジの上柘植とは違い、旧阿山郡春日村域に位置している。

## 歴史
2010年 (平成22年) 度から2014年 (平成26年) 度にかけて、東名阪自動車道方面出口の減速車線、西名阪自動車道方面出入口の加減速車線をそれぞれ延伸する工事が行われ、2015年 (平成27年) 3月30日に完成した。

## 接続する道路
- 直接接続
  - 三重県道・滋賀県道133号伊賀甲南線

- - 三重県道146号伊賀大山田線
- 間接接続
  - 国道25号 (旧道)

## 周辺

### 施設
関西本線新堂駅
県道133号伊賀甲南線、国道25号 (旧道) を介して接続している。
昭和電機伊賀
送風機・集塵機の製造を行っている。

### 地形
柘植川
淀川水系。服部川、木津川の支流。

## 料金所
名阪国道は無料のため、設置されていない。

## 隣
E25 名阪国道
(8) 上柘植IC - (9) 下柘植IC - (10) 御代IC